# دانيال مكنيل باركر
دانيال مكنيل باركر هو طبيب كندي، ولد في 28 أبريل 1822، وتوفي في 4 نوفمبر 1907.